# Xã Kinloss, Quận Walsh, Bắc Dakota
Xã Kinloss (tiếng Anh: Kinloss Township) là một xã thuộc quận Walsh, tiểu bang Bắc Dakota, Hoa Kỳ. Năm 2010, dân số của xã này là 32 người.